# Lobbes
Lobbes (in vallone Lôbe) è un comune belga situato nella provincia vallona dell'Hainaut.

## Geografia
Lobbes sorge sulle rive della Sambre, a 17,5 km a sud-ovest di Charleroi.

## Storia
Nel territorio comunale ebbe la sua sede l'antica Abbazia di Lobbes, fondata verso la metà del VII secolo da San Landelino e distrutta nel 1794 dalle truppe del generale francese Louis Charbonnier. 

## Monumenti e luoghi d'interesse
- Collegiale di Sant'Ursmaro, ciò che rimane intatto del grosso complesso abbaziale.

## Infrastrutture e trasporti
Lobbes dispone di una propria stazione ferroviaria lungo la linea Charleroi-Erquelinnes.